# Mikael Blomberg
Mikael Blomberg, född 23 oktober 1974 i Nyköping, är en tidigare svensk fotbollsspelare som under sin aktiva karriär främst representerade IFK Norrköping.

## Klubbkarriär

### Tidig karriär
Blombergs moderklubb är Hargs BK och han spelade för klubben fram till 1993 då han gick till IFK Norrköping.

### IFK Norrköping
Blomberg gjorde debut i Allsvenskan för IFK Norrköping mot Hammarby IF den 17 april 1994 i en match som slutade 5–1 till IFK Norrköping. Han skrev på för Kalmar FF 2005 men återvände till Norrköping 2007.

### Kalmar FF
Blomberg skrev på för KFF 2005 och spelade där i två säsonger och under de två åren gjorde han 11 mål på 45 matcher.

### Efter elitkarriären
Som amatör har "Blomma" sedan representerat Lindö FF och Lindö FC på division 4- och  division 5-nivå i Norrköping. Som 39-åring skrev han inför säsongen 2014 över sig själv till moderklubben Hargs BK, även om det då handlade om högst sporadiskt deltagande.

## Internationell karriär
Blomberg har spelat tre landskamper för Sveriges U21-herrlandslag i fotboll. Han har även spelat sju juniorlandskamper och elva pojklandskamper för Sverige.